# Polean, Slavuta
Polean (în ucraineană Полянь) este localitatea de reședință a comunei Polean din raionul Slavuta, regiunea Hmelnîțkîi, Ucraina.

## Demografie
Componența lingvistică a localității Polean
     Ucraineană (97,42%)
     Rusă (2,58%)
Conform recensământului din 2001, majoritatea populației localității Polean era vorbitoare de ucraineană (97,42%), existând în minoritate și vorbitori de rusă (2,58%).